# Yucca brevifolia
Yucca brevifolia is een plantensoort binnen het geslacht Yucca die meestal een boomvorm heeft. Yucca brevifolia is een eenzaadlobbige boom en komt voor in het zuidwesten van Noord-Amerika, voornamelijk in de Mojavewoestijn. Er zijn twee ondersoorten beschreven die algemeen onder botanici geaccepteerd worden.
De Engelse bijnaam "Joshua tree" (boom van Jozua) werd aan de boom gegeven door een groep mormoonse kolonisten, die in de 19e eeuw met huifkarren de Mojavewoestijn doortrokken. De vorm van de bomen deed hen denken aan de profeet Jozua, die met zijn armen naar de hemel reikt.

## Kenmerken

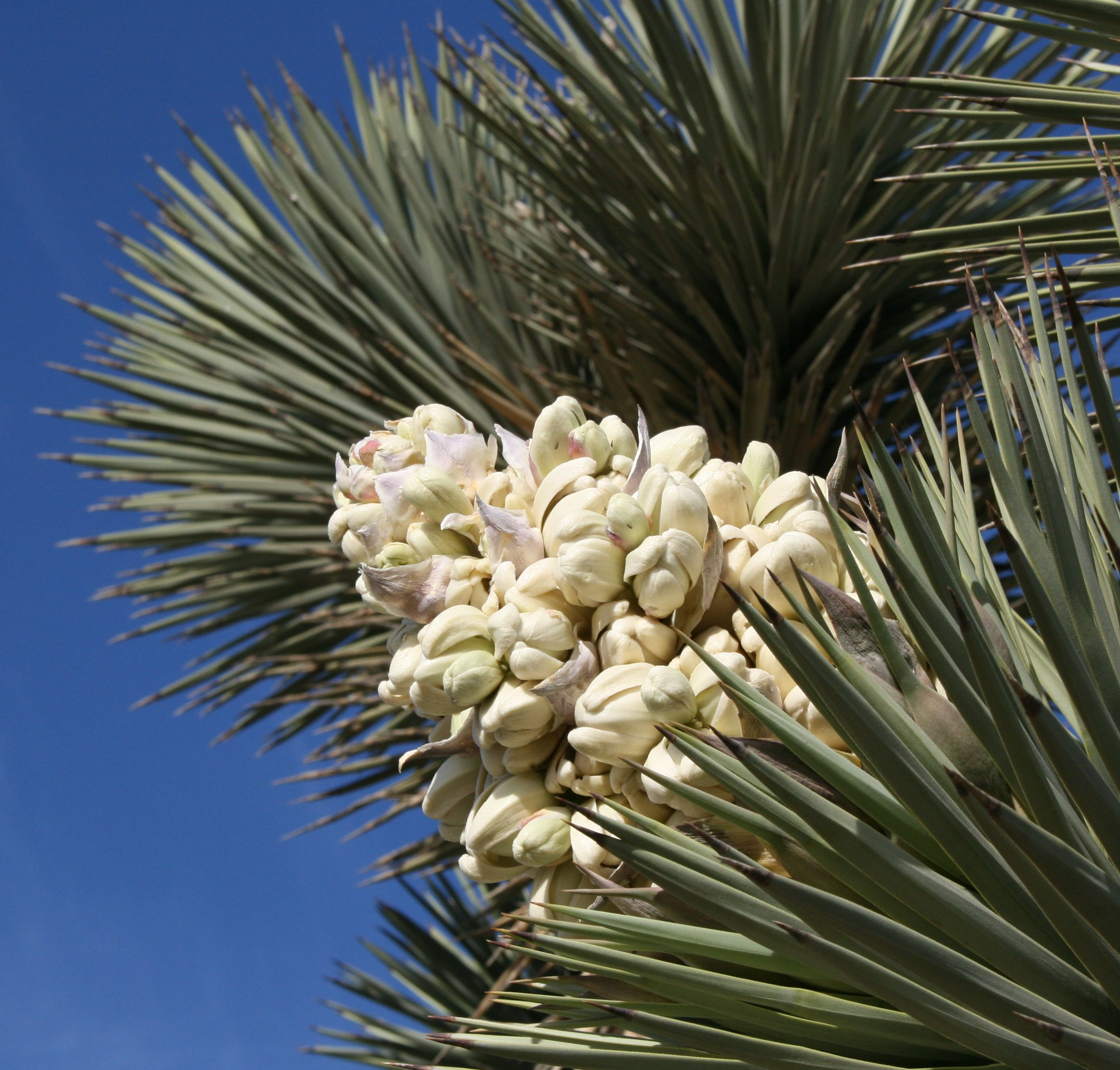
Pluim bloemen.

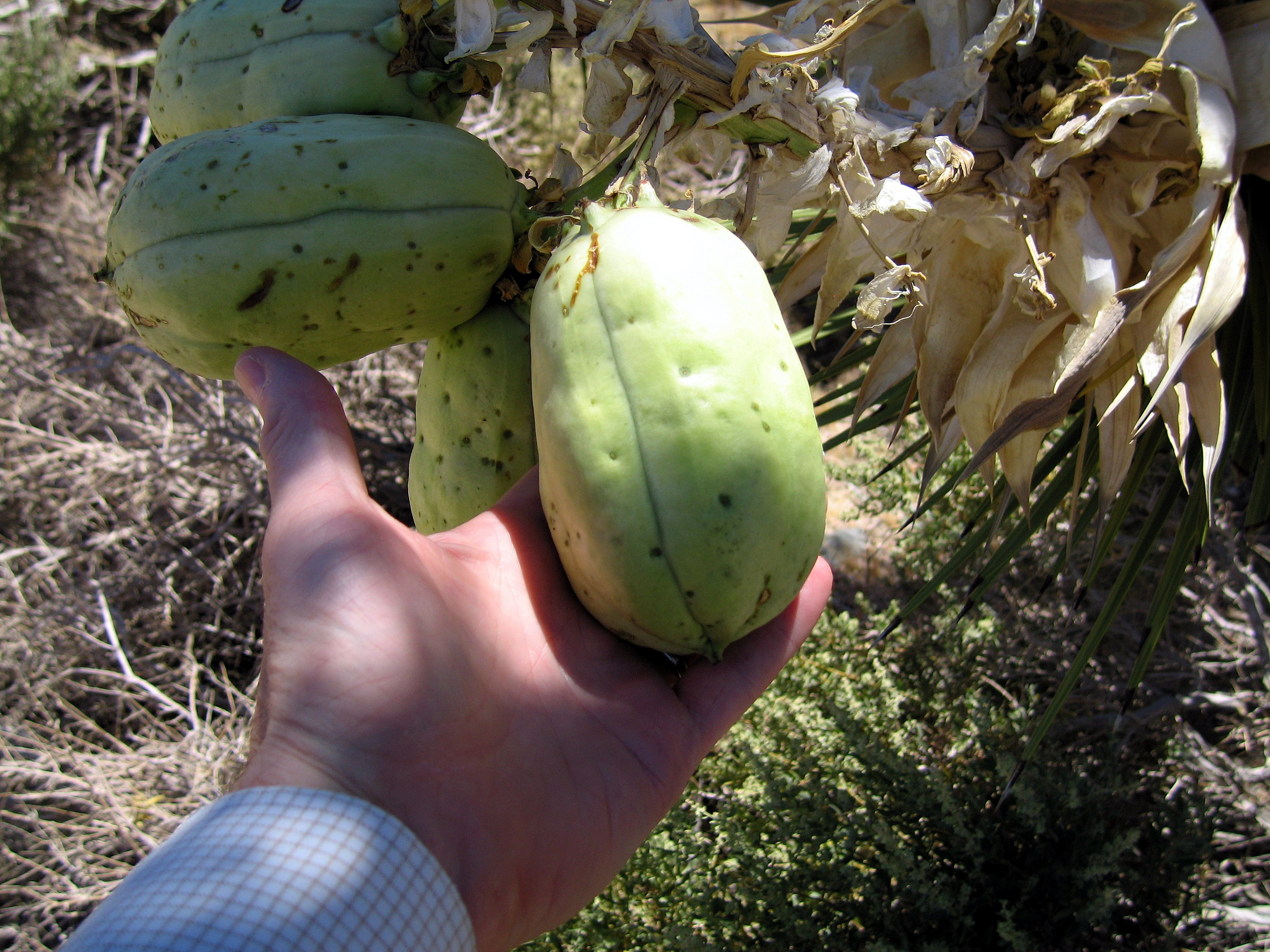
Vruchten van Yucca brevifolia.

Voor de woestijn of halfwoestijn is Yucca brevivola een snelle groeier. Jonge boompjes kunnen rond de 7,6 cm per jaar groeien in de eerste tien jaar, waarna de groei afneemt tot 3,8 cm per jaar. De grootste exemplaren kunnen tot 15 m hoog zijn. De stam van de boom is gemaakt van vele kleine vezels en vertoont daarom geen groeiringen, zodat het moeilijk is de leeftijd van een exemplaar te schatten. De boom heeft zware takken en een diep wortelsysteem, dat tot 11 meter bij de boom vandaan kan reiken. Yucca brevifolia kan honderden, zo niet duizenden jaren oud worden. De voortplanting geschiedt door zaden, maar nieuwe exemplaren kunnen ook uit een wortelstok voortkomen.
De bladeren van de boom zijn donkergroen en hebben een langgerekte vorm. Ze zijn 15-35 cm lang en 7-15 cm breed aan de basis. De bladeren groeien in een dichte spiraal vanuit een apex op de stam. De randen van de bladeren zijn getand en wit van kleur.
Yucca brevifolia bloeit in het voorjaar, van februari tot april, maar niet elk jaar. Zoals de meeste woestijnplanten hangt het af van regenval of de plant in een bepaald jaar zal bloeien. De bloemen groeien in pluimen, die 30-55 cm lang en 30-38 cm breed zijn. Individuele bloemen zijn 4-7 cm lang en bestaan uit zes crème-witte tot groene tepalen, die in het midden aan elkaar vast zitten. Het vruchtbeginsel kan tot 3 cm lang zijn. De vruchten zijn groen tot bruin en bevatten vele platte zaden. Normaal gesproken groeien er pas takken aan de boom nadat de plant gebloeid heeft, hoewel dit eerder kan voorkomen wanneer de groeipunt vernietigd werd door kevers.
De bestuiving vindt plaats door yuccamotten (Prodoxidae). De mot verspreidt de pollen wanneer ze haar eitjes in de bloemen legt. De larven van de mot voeden zich met de vruchten van de boom, hoewel altijd genoeg zaden overblijven om nieuwe bomen te produceren. Wanneer te veel eitjes van de mot in een bepaald vruchtbeginsel gelegd zijn, kan de boom dit afstoten.

## Menselijk gebruik
De Cahuilla-Indianen noemen de boom hunuvat chiy’a of humwichawa. Vroeger aten deze Indianen de vruchten van de boom, terwijl ze de bladeren gebruikten om sandalen en manden van te weven.
De boom wordt ook gekweekt als kamer- of tuinplant. De gekweekte exemplaren worden maximaal 2,5 m hoog. Ze vertakken wanneer ze ongeveer een meter hoog zijn.